# Zoé Oldenbourg
Zoé Oldenbourg, en rus Зоя Сергеевна Ольденбург (Soja Sergeiwna Oldenburg), va ser una historiadora i novel·lista francesa d'origen rus. Va guanyar el Premi Femina el 1953.

## Biografia
Zoé Oldenbourg va néixer a Sant Petersburg el 1916 i va morir a Boulogne-Billancourt el 2002. El seu avi va ser l'acadèmic orientalista Serguei Oldenbourg, que va exercir de ministre en l'efímer govern Kerenski l'estiu del 1917. El seu pare, Serguei Sergueievitx Oldenbourg (1888-1940), va ser periodista i historiador i la seva mare, Ada Starinkevitx, matemàtica. Quan la petita Zoé tenia 9 ans, se'n va anar a viure a França amb els seus pares i els seus quatre germans, i ja s'hi va quedar tota la vida. El 1948 es va casar amb Heinric Idalovici, amb qui va tenir dos fills, l'Olaf i la Marie-Agathe.
Va escriure nombroses novel·les d'èxit. Alguna de les seves històries se situen en l'ambient dels russos blancs exiliats a París. També va escriure novel·les ambientades a l'Edat mitjana, de la que n'era una especialista. Com a historiadora va destacar en l'estudi de les Croades i del catarisme. A finals dels anys cinquanta va publicar l'assaig històric Le Bûcher de Montségur, 16 mars 1244 (Gallimard, 1959), una obra sobre la Croada albigesa i el setge i caiguda de Montsegur, que va ser molt criticada per ser contrària a l'actitud de l'església catòlica.

## Obra
- Argile et cendres, 1946.
- La Pierre angulaire (Premi Femina 1953).
- Réveillés de la vie, 1956.
- Les Irréductibles, 1958.
- Le Bûcher de Montségur, 1959.
- Les Brûlés, 1960.
- Les Cités charnelles, 1961.
- Les Croisades, 1965.
- Catherine de Russie, 1966.
- La Joie des pauvres, 1970.
- Saint Bernard, 1970.
- Que vous a donc fait Israel?, 1974
- Visages d'un autoportrait, 1977.
- La Joie-souffrance, 1980.
- Le Procès du rêve, 1982.
- L'Évêque et la vieille dame, 1983.
- Que nous est Hécube?, 1984.
- Les amours égarées, 1987.
- Déguisements, 1989.
- Aliénor, 1992
- L'Épopée des cathédrales, 1998.